# Pseudoleucon sorex
Pseudoleucon sorex is een zeekommasoort uit de familie van de Leuconidae. De wetenschappelijke naam van de soort is voor het eerst geldig gepubliceerd in 1903 door Zimmer.